# Hillsborough
Hillsborough es un pueblo en el condado de San Mateo, California, en el área de la bahía de San Francisco. Está situado diecisiete millas al sur de San Francisco en la península de San Francisco. La población era 10 825 en el censo 2000. El distrito de la escuela de la ciudad de Hillsborough se localiza aquí. Hillsborough es casero a alguna de la gente más rica del área de la bahía que contiene muchos estados grandes y mansiones. No hay apartamentos, condominios o casas urbanas en la ciudad. Hillsborough era un pedazo mexicano Land Grant del rancho de San Mateo, comprado por William Davis Merry Howard, hijo de un Hillsboro rico, magnate de Nuevo Hampshire del envío, en el año 1846. Howard colocó a su familia en esta área, que atrajo a san franciscanos ricos. En Hillsborough los residentes en 1910 votaron para incorporar la ciudad.

## Geografía y ambiente
Hillsborough está situado en 37°33 el ″ N, 122°21 ″ W (37.560199, -122.356277) del ′ 37 del ′ 23 GR1. Según la oficina de censo de Estados Unidos, la ciudad tiene un área total de 16.1 kilómetros de ² (²) de 6.2 millas, toda la tierra. La topografía montañosa y la carencia del área del uso de una disposición de la rejilla para los caminos hacen la navegación de los forasteros notorio difícil. El área del camino de los resortes de cristal es aún más difícil de navegar.
Hay dos corrientes prominentes que drenan las cuestas sobre todo selváticas de Hillsborough: Canal de San Mateo y canal Cherry. En ambos casos las líneas divisoria de las aguas superiores son arbolados cerrados por el roble pabellón de California, con los árboles dominantes del roble vivo de la costa, Madrón pacífico y Madrón de la bahía de California.

## Demografía
Según el censo GR2 del 2000, había 10 825 personas, 3689 casas, y 3161 familias que residían en la ciudad. La densidad demográfica era ² de los 670.9/km (² 1,738.7/mi). Había 3804 unidades de cubierta en una densidad media del ² de los 235.8/km (² 611.0/mi). La división racial de la ciudad era 71.10% blancos, 22.74% asiáticos, 2.77% a partir de dos o más razas, 0.80% de otras razas, 0.70% afroamericanos, 0.53% isleños pacíficos, y 0.26% americanos nativos. Hispanos o Latinos de cualquier raza era 4.81% de la población.
- Datos: Q1011171
- Multimedia: Hillsborough, California / Q1011171

1. ↑  Zip Data Maps, código ZIP n.º 94010.